# 나디아 바토클레티
나디아 바토클레티(이탈리아어: Nadia Battocletti, 2000년 4월 12일~)는 이탈리아의 육상 선수로 주 종목은 중거리와 장거리이다. 올림픽에 2회 참가했고 2024년 하계 올림픽에서 여자 10000m 달리기 은메달을 획득했다.

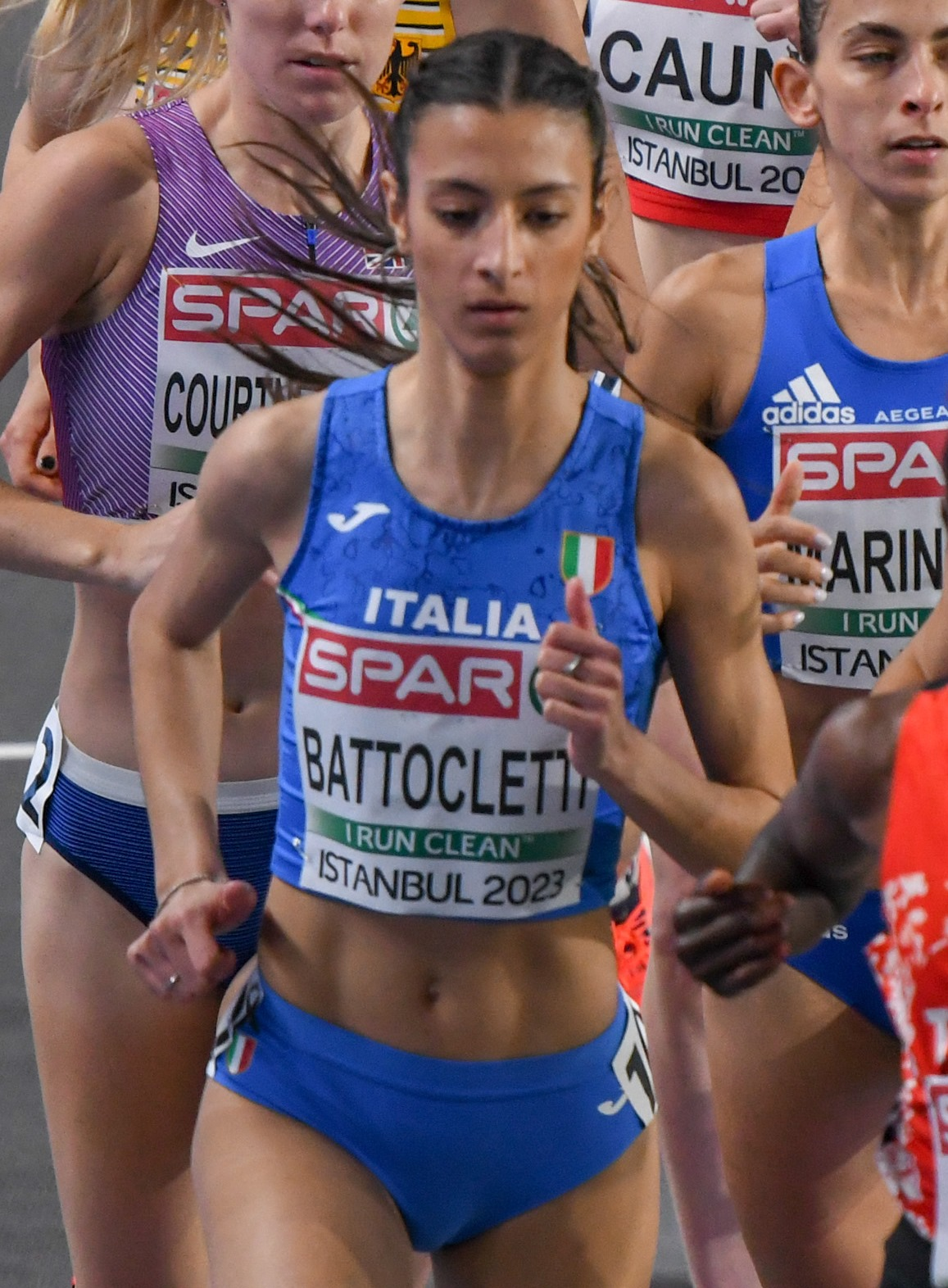
2023년 유럽 실내 선수권 대회 당시의 바토클레티

## 개인사
아버지인 줄리아노 바토클레티 또한 장거리 육상 선수로 활동했다.